# Apardués
Apardués es un despoblado español del municipio de Urraúl Bajo, perteneciente a la Comunidad Foral de Navarra.

## Toponimia
El lugar puede aparecer referido como «Apardués» y «Apardós».

## Historia
Hacia mediados del siglo XIX, el lugar pertenecía a Lumbier y se encontraba ya despoblado. Aparece descrito en el segundo volumen del Diccionario geográfico-estadístico-histórico de España y sus posesiones de Ultramar de Pascual Madoz con las siguientes palabras:

APARDUES: desp. en la prov. de Navarra, part. jud. de Aoiz (3 leg.), térm. jursid. de Lumbier (3/4): confina por N. con el térm. de Grez (1), por E. con el de San Vicente (1/2), por S. el de Tabar (3/4), y por O. con el de Indurain (1/2): prod. cereales de todas clases y buenos pastos, con los que se alimente bastante ganado vacuno, lanar y cabrío. El ant. l. conocido en los tiempos mas remotos con el nombre de Apardos estuvo á 1 1/2 leg. O. de Lumbier, y perteneció al infante D. Ramiro, rey de Viguera, hermano del Rey D. Sancho Abarca, el cual con su mujer Diña Urraca hizo donacion de él y sus palacios al monasterio de San Salvador de Leire, para que rogasen á Dios por el alma de su hermano, enterrado en dicho monasterio; como asi consta de la escritura fecha á 15 de las calendas de agosto de la era 1029, que corresponde al 18 de julio de 991, cuyo documento publicó Garibay (lib. 22 cap. 16) con las equivocaciones de llamar hijo en lugar de hermano al infante D. Ramiro, y de atrasar la fecha 10 años, las que corrigió el P. Moret en el lib. 10, cap. 3.º, párrafo 5.º de los Anales de Navarra, con arreglo al libro becerro de Leire y á la puntual cronologia. Posteriormente recayó el señ. del l. en las monjas benitas de San Cristóbal da Lumbier; y porque cuando se reedificó acudieron á domiciliarse y se negaban á pagar la pecha á las monjas, se quejaron ante los jueces nombrados por el rey D. Teobaldo II para reparar los daños causados por sus antecesores, y por sentencia dada en Pamplona, miércoles primero antes de Natividad del año 1254 mandaron que se pagase la pecha acostumbrada. En el de 1366, segun resulta del apeo, estaba comprendido el l. en el valle de Urraul y tenia 4 fuegos. Todavia hay algunas ruinas de los edificios, cuyos materiales se aprovecharon para la fáb. del monasterio de las espresadas monjas, cuando se trasladaron á Lumbier.
(Madoz, 1845, p. 364)